# El Picacho, Ocuilan
El Picacho, även San Antonio el Picacho, är en ort i kommunen Ocuilan i delstaten Mexiko i Mexiko. Samhället hade 812 invånare vid folkräkningen år 2020.